# John G. Utterback
John Gregg Utterback, född 12 juli 1872 i Franklin, Indiana, död 11 juli 1955 i Bangor, Maine, var en amerikansk demokratisk politiker. Han representerade delstaten Maines tredje distrikt i USA:s representanthus 1933–1935.
Utterback var borgmästare i Bangor 1914–1915. År 1932 var han delegat till demokraternas konvent inför presidentvalet i USA.
Utterback efterträdde 1933 John E. Nelson som kongressledamot och efterträddes 1935 av Owen Brewster.
Kongregationalisten Utterback avled 1955 och gravsattes på Mount Hope Cemetery i Bangor.